# بالدور هيرمانز
بالدور هيرمانز (بالألمانية: Baldur Hermans)‏ هو مؤرخ ألماني، ولد في 1938 في لاهاي في هولندا، وتوفي في 16 نوفمبر 2015.